# Eptesicus innoxius
Eptesicus innoxius — вид рукокрилих родини Лиликові (Vespertilionidae). Видова назва походить від лат. in — «не» й лат. noxiosus — «шкідливий».

## Поширення
Цей вид зустрічається в північно-західному Перу і західному Еквадорі.

## Морфологія

### Морфометрія
Довжина голови й тіла: 53-54, довжина хвоста: 36-38, довжина задньої ступні: 8-10, довжина вуха: 10-14, довжина передпліччя 34-39, вага: 9 гр.

### Опис
Це невеликого розміру кажан в межах свого роду. Голова виражено коротка. Вуха середньої величини, трикутні і загострені. Очі малі. Хутро м'яке, шовковисте, коротке, 5-6 мм. Спина від коричневого до сірувато-коричневого кольору з блідими основами волосків і дещо блідішими кінчиками, так що деякі особини мають деякий блиск. Низ світліший, ніж спина, з чорнуватим волоссям біля основи і жовтуватим на кінчиках. Мембрани, як правило, чорного або чорно-коричневого кольору, мають конічну форму. Довгий хвіст обгорнутий у мембрани, за винятком його кінчика, який виступає на кілька міліметрів. 
| Зубна формула    |
| ---------------- |
| I 2 C 1 P 2 M 3  |
| 'I 2 C 1 P 2 M 3 |

## Поведінка
Вони харчуються комахами, в основному жуками і метеликами захопленими під час польоту, їх можна спостерігати полюючими біля ліхтарних стовпів. Політ швидкий і прямий. Знаходить притулок в дуплах дерев, печерах, тріщинах і дахах будинків. Вони утворюють колонії малі і середні, а іноді ті складаються з кількох десятків осіб. Починають свою активність незабаром після заходу. Присутні в первинних і вторинних лісах, на лісових галявинах, лісових галереях, садах і плантаціях. Переважно літають на відкритих просторах, над пологом лісу і уздовж річок і струмків.